# Relacions entre Angola i Mèxic
Les relacions entre Angola i Mèxic es refereix a les relacions bilaterals històriques i actuals entre la República d'Angola i la República de Mèxic.

## Història
Angola és un país relativament jove que va guanyar la seva independència de Portugal al novembre de 1975. Mèxic aviat va reconèixer la seva independència i va establir relacions diplomàtiques amb Angola el gener de 1976. Poc després de guanyar la independència, Angola va entrar en una guerra civil que va durar fins a 2002. Cap al final de la guerra, en 1997, Angola va obrir una ambaixada s la Ciutat de Mèxic.
En 2009 Mèxic va obrir una ambaixada a Luanda. No obstant això, a causa de la crisi econòmica mundial, l'ambaixada a Angola va tancar després d'uns mesos. En 2014, durant una visita a Angola el canceller mexicà José Antonio Meade Kuribreña va prometre que Mèxic tornaria a obrir una ambaixada a Angola; no obstant això, en 2007 encara no s'havia obert cap ambaixada a Luanda.

## Relacions comercials
El comerç bilateral entre ambdues nacions va ascendir a 82 milions de dòlars en 2015. Angola es el 89è soci més important de Mèxic arreu del món i el 12è més gran d'Àfrica.

## Missions diplomàtiques
- Angola té una ambaixada a Ciutat de Mèxic.[4]
- Mèxic és acreditat a Angola des de la seva ambaixada a Abuja, Nigèria[5] i té un cònsol honorari a Luanda.[6]